# Paludi di Gonars
Paludi di Gonars este o arie protejată (arie specială de conservare — SAC, sit de importanță comunitară — SCI) din Italia întinsă pe o suprafață de 89 ha, integral pe uscat.

## Localizare
Centrul sitului Paludi di Gonars este situat la coordonatele 45°53′08″N 13°13′25″E / 45.8856°N 13.2236°E.

## Înființare
Situl Paludi di Gonars a fost declarat sit de importanță comunitară în septembrie 1995 pentru a proteja 4 specii de plante și 41 de specii de animale. Situl a fost protejat și ca arie specială de conservare în octombrie 2013.

## Biodiversitate
Situată în ecoregiunea continentală, aria protejată conține 8 habitate naturale: Păduri aluvionare cu Alnus glutinosa și Fraxinus excelsior (Alno-Padion, Alnion incanae, Salicion albae), Mlaștini calcaroase cu Cladium mariscus și specii de Caricion davallianae, Pajiști cu Molinia pe soluri calcaroase, turboase sau argilos-nămoloase (Molinion caeruleae), Păduri mixte riverane de Quercus robur, Ulmus laevis și Ulmus minor, Fraxinus excelsior sau Fraxinus angustifolia, de-a lungul marilor râuri (Ulmenion minoris), Ape stătătoare oligotrofe până la mezotrofe, cu vegetație de Littorelletea uniflorae și/sau de Isoëto-Nanojuncetea, Cursuri de apă de la nivel de câmpie la nivel montan, cu vegetație Ranunculion fluitantis și Callitricho-Batrachion, Mlaștini alcaline, Liziere de ierburi înalte hidrofile de câmpie și de nivel montan până la alpin.
La baza desemnării sitului se află mai multe specii protejate:
- plante (4): Erucastrum palustre, Euphrasia marchesettii, Gladiolus palustris, moșișoare (Liparis loeselii)
- păsări (30): privighetoare-de-baltă (Acrocephalus melanopogon), pescăruș albastru (Alcedo atthis), acvilă de munte (Aquila chrysaetos), egretă mare (Ardea alba), stârc roșu (Ardea purpurea), ciuf de câmp (Asio flammeus), bătăuș (Calidris pugnax), caprimulg (Caprimulgus europaeus), barză albă (Ciconia ciconia), barză neagră (Ciconia nigra), erete de stuf (Circus aeruginosus), erete vânăt (Circus cyaneus), erete cenușiu (Circus pygargus), gușă vânătă (Cyanecula svecica), ciocănitoare neagră (Dryocopus martius), egretă mică (Egretta garzetta), șoim călător (Falco peregrinus), vânturel de seară (Falco vespertinus), cocor (Grus grus), stârc pitic (Ixobrychus minutus), sfrâncioc roșiatic (Lanius collurio), pescăruș-cu-cap-negru (Larus melanocephalus), gaia neagră (Milvus migrans), stârc de noapte (Nycticorax nycticorax), vultur pescar (Pandion haliaetus), viespar (Pernis apivorus), cresteț pestriț (Porzana porzana), silvie porumbacă (Sylvia nisoria), fluierar de mlaștină (Tringa glareola), Zapornia parva
- amfibieni (3): izvoraș-cu-burta-galbenă (Bombina variegata), Rana latastei, Triturus carnifex
- nevertebrate (4): Austropotamobius pallipes, Coenonympha oedippus, Euplagia quadripunctaria, Vertigo angustior
- pești (3): Cobitis bilineata, zglăvoacă (Cottus gobio), Telestes muticellus
- reptile (1): țestoasa de baltă (Emys orbicularis)

Pe lângă speciile protejate, pe teritoriul sitului au mai fost identificate 11 specii de plante, 3 specii de amfibieni, 2 specii de mamifere, 1 specie de nevertebrate, 6 specii de pești, 7 specii de reptile.